# RADARSAT

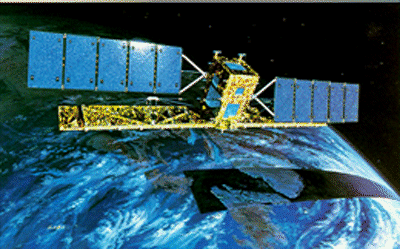
Satellite RADARSAT-1

RADARSAT désigne deux satellites lancés pour l'Agence spatiale canadienne.  RADARSAT International (RSI) est également le nom d'une société canadienne, fondée en 1989, pour la commercialisation des produits issus de RADARSAT-1.

## RADARSAT International (RSI)
Créée par un consortium en 1989 pour commercialiser les données de RADARSAT-1, elle fut totalement acquise par MacDonald Dettwiler (MDA) en 1999.  Elle opère aujourd'hui sous le nom MDA Geospatial Services Inc. (MDA GSI).  Elle commercialise des produits provenant de plusieurs satellites d'observation de la Terre (RADARSAT, Alos, ENVISAT, ERS, Ikonos, Landsat, QuickBird) et ses premiers clients sont les forces armées et les services de renseignement canadiens.

## RADARSAT-1
RADARSAT-1 a été lancé le 4 novembre 1995 de la base de Vandenberg par une fusée Delta II. Radarsat-1 a été actif jusqu'au 29 mars 2013, après avoir  été victime d'une anomalie technique. Il a été actif pendant 17 ans, soit 12 ans de plus que prévu lors de son lancement.  
Il a été placé sur une orbite héliosynchrone 6 h/18 h à environ 800 kilomètres d'altitude avec une inclinaison de 98,6° qu'il parcourt en une centaine de minutes avec une répétitivité de 24 jours.  Pesant 2 750 kilogrammes au lancement, ses panneaux solaires lui fournissent 2,5 kilowatts. Il est équipé d'un radar à synthèse d'ouverture utilisant une fréquence de 5,3 GHz qui offre une résolution maximale de 8 mètres.

## RADARSAT-2
RADARSAT-2 a été lancé le 14 décembre 2007 du cosmodrome de Baïkonour par une fusée Soyuz-FG/Fregat. Il a été placé sur la même orbite que RADARSAT-1 qu'il suit à 50 minutes d’intervalle.  Il s'agit d'une version améliorée de RADARSAT-1. Il peut émettre en polarisation horizontale ou verticale et sa résolution atteint 3 mètres. Il est spécialisé dans l'observation des pôles.

## RADARSAT Constellation
RADARSAT Constellation est une série de trois satellites de télédétection radar identiques, successeurs de RADARSAT-2. Ils sont lancés ensemble le 12 juin 2019 par une fusée Falcon 9 depuis la Vandenberg Air Force Base.